# المعهد النموذجي للفنون بالعمران
المعهد النموذجي للفنون بالعمران هو أحد المعاهد الثانوية التونسية النموذجية مختص في الفنون. يقع في مدينة العمران. ويعتمد على النظام التعليمي التونسي ولكن يقع الدخول له عبر امتحان شهادة ختم التعليم الأساسي العام. وتتوج آخر سنة دراسية بامتحان الباكالوريا التونسية.

## وصلات خارجية
- موقع وزارة التعليم التونسية